# Jan Laeremans
Jan Laeremans (Deinze, 23 mei 1962) is een Belgisch Vlaams-nationalistisch politicus voor het Vlaams Belang.

## Levensloop
Jan Laeremans komt uit een gezin dat sterk betrokken is in de Vlaamse Beweging. Grootvader Leo Wouters was senator voor de Volksunie en stapte later over naar het Vlaams Blok. Vader Johan Laeremans was nationaal penningmeester en ondervoorzitter van de Volksunie en penningmeester van het Overlegcentrum van Vlaamse Verenigingen (OVV). Broer Bart Laeremans werd Kamerlid van Vlaams Belang, maar verliet de partij in 2015, en broer Dirk Laeremans was provinciaal voorzitter van de Vlaams-Brabantse afdeling van de Vlaamse Volksbeweging.
Laeremans behaalde in 1984 het diploma van geaggregeerde hoger secundair onderwijs en van licentiaat in de Germaanse filologie aan de Katholieke Universiteit Leuven. Hij was van 1985 tot 2019 leraar Nederlands en Duits in het Onze-Lieve-Vrouw-Instituut in Sint-Genesius-Rode. Van 2005 tot 2014 was hij ook universitair medewerker van de Vlaams Belang-fractie in de Kamer van volksvertegenwoordigers.
Voor het toenmalige Vlaams Blok werd hij in 1991 verkozen tot provincieraadslid van Brabant, wat hij bleef tot in 1994. Vervolgens was hij van 1994 tot 2019 provincieraadslid van Vlaams-Brabant. Vanaf 1995 was Laeremans Vlaams Blok- en daarna Vlaams Belang-fractieleider in de provincieraad. 
Bij de Vlaamse verkiezingen van 26 mei 2019 werd Jan Laeremans vanop de derde plaats van de VB-lijst in de kieskring Vlaams-Brabant verkozen in het Vlaams Parlement en behaalde 7.338 voorkeurstemmen. Hij nam er zitting in de Commissie Onderwijs en de Commissie Brussel en de Vlaamse Rand en Dierenwelzijn. Van deze eerste commissie was Laeremans van 2019 tot 2024 ondervoorzitter. Bij de Vlaamse verkiezingen van 9 juni 2024 stond Laeremans op de vierde plaats van de lijst en werd hij herkozen.